# Fa jen
A Fa jen (Fa yan) (szó szerint: „Példamutató mondások”) a Han-kori filozófus, Jang Hsziung (Yang Xiong) műve, amelyben az ortodox konfuciánus nézeteit fejti ki.

## Keletkezése
a Beszélgetések és mondások mintájára összeállított Fa jen (Fa yan) keletkezése azon beszélgetéseknek köszönhető, melyek során a tanítványai gyakorta kérdezgették Jang Hsziung (Yang Xiong)ot a Konfuciusz és Sze-ma Csien (Sima Qian) szavai közötti eltérésekről. A mester válaszaiból született végül a mű, i. sz. 4-ben.

## Tartalma, szerkezete
Jang Hsziung (Yang Xiong), aki az úgynevezett „régi szövegek iskolája” nevű filológia–filozófiai irányzat kiemelkedő képviselője volt ebben a művében fejti ortodox konfuciánus nézeteit, amelynek kritikus, racionalista szemléletével a Tung Csung-su (Dong Zhongshu)-féle apokrifiák vallásos misztikájával történő szembefordulás.
A 13 fejezetes filozófiai traktátus hat (1., 3., 4., 5., 12.) fejezete olvasható szemelvényes formában Tőkei Ferenc fordításában.